# Syntormon setosus
Syntormon setosus är en tvåvingeart som beskrevs av Octave Parent 1938. Syntormon setosus ingår i släktet Syntormon och familjen styltflugor. Inga underarter finns listade i Catalogue of Life.